# رسغيات
الرسغيات أو الأبخصيات (الاسم العلمي: Tarsiidae) فصيلة حيوانات من حيوانات جنوب آسيا يعيش على الأشجار ولا يظهر إلا في الليل له عينان كبيرتان و رجلان طويلتان جدا و أصابع تنتهي بكتل لحمية لتسهيل التسلق.